# Пастка для батьків (фільм, 1961)
«Па́стка для батькі́в» (англ. The Parent Trap) — американська романтична комедія 1961 року, написана та знята Девідом Свіфтом. У стрічці знялася Хейлі Міллс (у подвійній ролі) як пара близнючок-підлітків, які планують возз'єднати своїх розлучених батьків, помінявшись місцями один з одним. Ролі батьків грають Морін О'Хара та Браян Кіт. Попри те, що сюжет дуже близький до сюжету фільму 1945 року «Двічі благословенний», «Пастка для батьків» базується на німецькому дитячому романі Еріха Кестнера 1949 року Das doppelte Lottchen.
Пастка для батьків була випущена компанією Walt Disney Productions і 21 червня 1961 року розповсюджена компанією Buena Vista Distribution. Фільм зібрав 25,1 мільйона доларів у прокаті та був номінований на дві премії Оскар. Його транслювали по телебаченню, а три телевізійних продовження розповідали про пізніші пригоди близнюків. У 1998 році фільм був перезнятий за участю Ліндсі Лохан.

## Сюжет
Підлітки Шерон Маккендрік і Сьюзан Еверс зустрічаються в літньому таборі для дівчат. Їхня однакова зовнішність викликає заздрість, обурення та суперництво, в якому вони постійно втягують одне одного в неприємності та зривають діяльність табору. Як покарання вони повинні провести решту табірного сезону, проживаючи в кімнатах і обідаючи разом в ізоляції. Вони долають взаємну неприязнь, коли розуміють, що є однояйцевими сестрами-близнюками, яких їхні батьки, Мітч і Меггі, розлучили після розлучення незабаром після їхнього народження. Бажаючи познайомитися з батьками, з якими їх розлучили, вони вирішують підстригтися однаково, навчати одне одного власним життям і помінятися місцями.
У Бостоні з матір'ю, бабусею та дідусем Сьюзен представляється Шерон, а Шерон їде на каліфорнійське ранчо Мітча як Сьюзен. Шерон дізнається, що Мітч заручений з красивою та набагато молодшою жінкою Вікі, яку цікавлять лише гроші Мітча та має намір відправити Сьюзен до школи-інтернату після весілля. Вночі дівчата спілкуються телефоном. Сьюзен каже Шерон розлучити пару, але коли це не вдається, Сьюзен вирішує покінчити з шарадою. Після щасливої зустрічі Меггі привозить її до Каліфорнії. Мітч засмучений несподіваним приїздом Меггі, поки він не дізнається правду і не возз'єднується з обома дочками. Вікі ревнує Меггі, яка залишилася на ранчо.
Дівчата планують возз'єднати своїх батьків, відтворивши перше побачення Меггі та Мітча. Спочатку колишнє подружжя зближується, але потім вони сперечаються, чому вони розлучилися. Вони миряться перед тим, як Меґі та Шерон поїдуть наступного ранку, і Меґі бажає Мітчу добра з Вікі. Щоб відстрочити повернення до Бостона, близнючки одягаються та поводяться однаково, тому батьки не можуть їх відрізнити. Вони відмовляються розкривати свої особи, якщо сім'я не вирушить у похід. Мітч і Меггі неохоче погоджуються, а Вікі, яка ненавидить природу, розлючена. Меггі вмовляє Вікі зайняти її місце, «щоб Вікі могла краще познайомитися з близнючками».
Близнючки використовують будь-яку нагоду, щоб використати ненависть Вікі до кемпінгу, влаштовуючи з нею серію жартів. Тієї ночі близнючки пробираються до її намету, обливають ноги Вікі медом і залишають невеликий медовий слід за межами намету. Наступного ранку Вікі прокидається та бачить двох ведмежат, які злизують мед з її ніг, на що вона вчиняє істерику через свою ненависть до природи та близнюків. Далі вона каже, що всі неприємності, через які вона пройшла, не варті того, щоб одружитися з Мітчем за його гроші, і втікає.
Повернувшись у будинок, близнючки перепросили за свої дії; Мітч приймає їхні вибачення та каже, що їм більше не потрібно обговорювати ситуацію. Меґі та Шерон готуються повернутися до Бостона наступного дня, а тепер близнючки змирилися з тим, що бачать одне одного лише під час візитів і курсують туди-сюди між батьками. Пізніше Мітч розповідає Меґі все, за чим сумує про неї та їхній шлюб. Вони розуміють, що все ще люблять один одного. Фільм закінчується їхнім другим весіллям, а подружками нареченої стали Сьюзен і Шерон.

## У ролях
- Хейлі Міллс у ролі Сьюзен Еверс і Шерон Маккендрік.
  - Сьюзан Хеннінг (у титрах не указана) — двійник Міллс[6]
- Браян Кіт — Мітчелл «Мітч» Еверс
- Морін О'Хара в ролі Маргарет «Меггі» Маккендрік
- Джоанна Барнс у ролі Вікі Робінсон
- Чарлі Рагглз у ролі Чарльза Маккендріка, дідуся Сьюзен і Шерон по материнській лінії.
- Кетлін Несбітт — Луїза Маккендрік, бабуся Сьюзен і Шерон по материнській лінії.
- Уна Меркел — Вербена, економка родини Еверс.
- Лео Г. Керролл — преподобний доктор Мосбі
- Лінда Воткінс — Една Робінсон, мати Вікі.
- Рут Макдевітт — міс Еббі Інч
- Крейхан Дентон у ролі Гекі, бригадира ранчо родини Еверс.
- Ненсі Калп — міс Грюнекер
- Френк Де Вол — містер Іглвуд.

## Підзнаки
Фільм був номінований на дві премії Оскар: за звук та за монтаж. У 1962 році фільм та його редактор Філіп В. Андерсон отримали премію Едді.
| Рік  | Нагорода     | Категорія | Номінант(и) | Результат |
| ---- | ------------ | --- | --- | --------- |
| 1962 | Оскар (34-а) | Найкращий звук | Роберт О. Кук (Walt Disney Studio Sound Department) \| style="background: #FDD; color: black; vertical-align: middle; text-align: center; " class="no table-no2"\|Номінація |           |
| 1962 | Оскар (34-а) | Найкращий монтаж | Філіп В. Андерсон \| style="background: #FDD; color: black; vertical-align: middle; text-align: center; " class="no table-no2"\|Номінація                                   |           |
| 1962 | Премія Едді  | style="background: #99FF99; color: black; vertical-align: middle; text-align: center; " class="yes table-yes2"\|Перемога | Філіп В. Андерсон \| style="background: #FDD; color: black; vertical-align: middle; text-align: center; " class="no table-no2"\|Номінація                                   |           |

## Подальший розвиток подій
У 1961 році опублікована комікс-версія фільму, адаптована та проілюстрована Деном Шпіглом.
У 1968 році фільм повторно випущений у кінотеатрах і заробив у прокаті 1,8 мільйона доларів.
Студія Disney випустила три телевізійних продовження «Пастка для батьків II» (1986), «Пастка для батьків III» (1989) і «Пастка для батьків: Гавайський медовий місяць» (1989). Оригінальний фільм перезнятий у 1998 році з Ліндсей Лохан, Деннісом Квейдом і Наташею Річардсон у головних ролях.